# Ōtō
Ōtō (大任町?) è una cittadina giapponese della prefettura di Fukuoka.